# Azjatycka Formuła V6
| Azjatycka Formuła V6     | Azjatycka Formuła V6 |
| ------------------------ | -------------------- |
| Kategoria                | Wyścigi samochodowe  |
| Region                   | Azja                 |
| Pierwszy sezon           | 2006                 |
| Ostatni sezon            | 2009                 |
| Nadwozie                 | Tatuus               |
| Silnik                   | Renault              |
| Ostatni mistrz kierowców | Hamad al-Fardan      |
| Ostatni mistrz zespołów  | Dyna Ten Motorsport  |

Azjatycka Formuła V6 (dawniej Azjatycka Formuła Renault V6) – seria wyścigowa samochodów jednomiejscowych organizowana w latach 2006-2009 w Azji w ramach World Series by Renault. Początkowo seria była organizowana pod szyldem Formuły Renault. Wyścigi były organizowane przez Motorsport Asia wraz z wyścigami Asian Touring Car Championship, Azjatyckiej Formuły BMW oraz Azjatyckiego Pucharu Porsche Carrera. Seria została zlikwidowana w 2009 roku, kiedy to przerwano sezon po zaledwie dwóch rundach.

## Mistrzowie
| Sezon | Oficjalna nazwa serii                | Mistrz          | Zespół              |
| ----- | ------------------------------------ | --------------- | ------------------- |
| 2006  | Formula V6 Asia by Renault           | Karun Chandhok  | Team E-Rain         |
| 2007  | Formula Renault V6 Asia Championship | James Winslow   | Team Meritus        |
| 2008  | Formula V6 Asia                      | James Grunwell  | TPC Team QI-Meritus |
| 2009  | Formula V6 Asia                      | Hamad al-Fardan | Dyna Ten Motorsport |